# Arthur Lampkin
Arthur John Lampkin, conegut com a Arthur Lampkin   (Kent, 30 de maig de 1938), és un històric pilot de motociclisme, el germà gran d'una família de famosos pilots anglesos el membre més conegut de la qual és el seu nebot, Dougie Lampkin.

## Família famosa
Arthur Lampkin fou pilot oficial de proves de les motocicletes BSA junt amb el seu germà Alan durant els anys 60, i tots dos obtingueren èxits importants en motocròs, trial i enduro. Gràcies als seus triomfs van ser promocionats per la BBC com a model d'esportistes a imitar, i això els va fer molt populars al Regne Unit durant anys.
El seu germà petit Martin va seguir el seu exemple i fou Campió del Món de trial. El fill d'aquest i, per tant, nebot d'Arthur, Dougie Lampkin, és qui més Campionats del Món d'aquest esport ha guanyat mai després de Toni Bou. També el fill d'Arthur, John Lampkin, va destacar en les competicions de trial durant els anys 80 i actualment és l'importador de Beta al Regne Unit.

## Biografia
Arthur Lampkin nasqué a Kent, fill de Violet (morta el 1977) i Arthur Lampkin (mort el 2005 a 91 anys). El 1941, quan tenia tres anys, son pare (que treballava a l'arsenal de Woolwich) fou destinat a la fàbrica de municions de Steeton, a Yorkshire, i s'establí amb la família al poble veí de Silsden.
Anys a venir, Arthur Lampkin pare (conegut familiarment com a Dad Lampkin o Granddad Lampkin, “pare” o “avi Lampkin”) va trobar feina a la Rolls-Royce, a Barnoldswick, i el 1946 va fundar una empresa d'enginyeria de precisió al seu poble d'adopció, Silsden, l'A A Lampkin Engineering. L'empresa la dirigiren durant anys el fundador Arthur i els seus fills Arthur i Alan, qui actualment encara forma part de l'equip gerent juntament amb David i Stephen Lampkin, fills de son germà Arthur.
Arthur fill fou un precoç motociclista i ja joguinejava amb la BSA Blue Star 400 de son pare quan era un xiquet. Molt abans de tenir l'edat legal conduïa aquesta moto pels els camps i els erms de Yorkshire, fins que amb els seus estalvis se'n va comprar una de pròpia, la qual pilotava amb una habilitat natural.

### Trajectòria esportiva
Quan tenia 18 anys fou campió britànic de trial. Aviat, però, es decantà pel motocròs i hi destacà especialment, formant part de l'elit internacional d'aquest esport durant els anys 60 juntament amb altres pilots britànics, com ara Dave Bickers, Jeff Smith o Vic Eastwood. Malgrat que mai no arribà a guanyar el Campionat del Món de motocròs, durant anys estigué lluitant per les primeres posicions finals, sobretot en la categoria de 250 cc, acabant segon al Campionat d'Europa de 1961 i tercer a la primera edició del Campionat del Món de la categoria, el 1962. A més a més, com a component de la selecció britànica guanyà el Trophée des Nations els anys 1961 i 1962, i el Motocross des Nations el 1965 i 1966.
Competint en la disciplina del trial també obtingué victòries importants, arribant a guanyar proves emblemàtiques com ara els Sis Dies d'Escòcia de Trial l'any 1963 o l'Scott Trial els anys 1960, 61 i 65. El 1973, a més, guanyà el British Experts Trial en la categoria de Sidecar amb una Bultaco Sherpa T.
Practicà també l'enduro, formant part de l'equip britànic per als Sis Dies Internacionals d'Enduro en diverses edicions, com ara la de 1966 celebrada a Suècia.

## Palmarès en Motocròs

### Palmarès internacional
| Any          | Motocicleta  | Campionat del Món | Campionat del Món | Per equips | Per equips |
| Any          | Motocicleta  | 500 cc            | 250 cc            | MXDN       | Trophée    |
| ------------ | ------------ | ----------------- | ----------------- | ---------- | ---------- |
| 1960         | BSA          | 13è               | 5è                |            |            |
| 1961         | BSA          | -                 | 2n                |            | 1r         |
| 1962         | BSA          | 12è               | 3r                |            | 1r         |
| 1963         | BSA          | 5è                | -                 |            |            |
| 1964         | Cotton?      | -                 | -                 |            |            |
| 1965         | BSA          | 7è                | -                 | 1r         |            |
| 1966         | BSA          | 8è                | -                 | 1r         |            |
| 1967         | BSA          | 20è               | -                 |            |            |
| Total títols | Total títols | 0                 | 0                 | 2          | 2          |

Notes
1. ↑  La classificació consignada a MXDN i Trophée fa referència a la posició final obtinguda per l'equip estatal
2. ↑  Fins al 1961 inclòs no existia el Campionat del Món de 250 cc, ans el Campionat d'Europa (conegut també com a Coup d'Europe)

### Palmarès al Campionat britànic
Font:
| Any  | Motocicleta | 500 cc | 250 cc |
| ---- | ----------- | ------ | ------ |
| 1958 | BSA         | 3r     | -      |
| 1959 | BSA         | 1r     | -      |
| 1960 | BSA         | 7è     | 4t     |
| 1961 | BSA         | 3r     | 1r     |
| 1962 | BSA         | 4t     | 4t     |
| 1963 | BSA         | -      | 8è     |
| 1964 | Cotton      | 4t     | -      |
| 1965 | BSA         | 5è     | -      |
| 1966 | BSA         | 4t     | -      |
| 1967 | BSA         | 10è    | -      |
|      |             |        |        |
| 1970 | Husqvarna   | -      | 8è     |